# 作業曲線
作業曲線（さぎょうきょくせん、独: Arbeitskurve）とは、単純な作業を連続して行った時に時間の経過に応じて作業量が増減すること、またはその増減が示す曲線的あるいは折れ線的なパターンのことである。ドイツの精神医学者クレペリンはこの作業曲線を研究し、それに大きな個人差があることや作業曲線の個人差がその人の精神的・心理的特徴と関係することを見いだした（1902年）。この知見を基礎に、作業曲線の測定を性格検査・職業適性検査として完成させたのが日本の内田勇三郎による内田クレペリン精神検査である。